# Lâu đài Žebrák
Lâu đài Žebrák nằm tại thị trấn Beroun, thuộc vùng Trung Bohemia, Cộng hòa Séc. Cụ thể hơn, lâu đài nằm phía trên thị trấn Točník và nằm cách thị trấn Žebrák khoảng 2 kilômét. Lâu đài được xây dựng bởi gia đình Zajíc. Ngay gần lâu đài Žebrák là lâu đài Točník. Từ đằng xa, hai lâu đài này nhìn tựa một "cặp đôi" đẹp như trong tranh.

## Lịch sử
Lâu đài Žebrák được xây dựng từ nửa cuối thể kỷ 13 bởi Oldřich Zajíc III nhưng ít lâu sau thì đại gia đình nhà Zajíc đã chuyển đi nơi khác và bán lại lâu đài này cho hoàng gia. Năm 1336, nhà Luxemburg đã mua lại lâu đài vào năm 1346, Jindřich của nhà Luxemburg đã bắt đầu công cuộc cải tạo lâu đài. Sau đó, Jindřich trao lại lâu đài cho Karl IV, người mà ít lâu sau đã trở thành Hoàng đế La Mã Thần thánh. Con trai của vua Karl IV của Thánh chế La Mã sau này là vua Wenzel IV của Bohemia lại đặc biệt yêu thích lâu đài Žebrák. Tuy nhiên, sau một trận đại hỏa hoạn vào năm 1395, vua Wenzel IV của Bohemia đã phải cho xây thêm một lâu đài khác có vị trí chiến lược hơn gần với lâu đài cũ, đó chính là lâu đài Točník. Trong chiến tranh Hussite, do phiến quân vây hãm hai lâu đài không thành nên đã chuyển qua đốt thị trấn Točník và Hořovice. Năm 1532, lâu đài Žebrák lại một lần nữa phải hứng chịu một trận hỏa hoạn nhưng lần này chẳng ai buồn ngó ngàng đến nữa. Sang đến năm 1923, lâu đài được bán cho Hiệp hội du lịch Séc và giờ đây đã trở thành tài sản của quốc gia.